# Gazipur (Distrikt)

Lage von Gazipur in Bangladesch

Gazipur (Bengalisch: গাজীপুর) ist ein Verwaltungsdistrikt im zentralen Bangladesch, der innerhalb der Division Dhaka, der übergeordneten Verwaltungseinheit, liegt. Die im Hauptstadt des Distrikts bildet die gleichnamige Stadt Gazipur.  Die Gesamtfläche des Bezirks beträgt 1806,36 km², wovon 17,53 km² Wasserfläche und 273,42 km² Waldfläche sind.
Der Distrikt Gazipur grenzt im Norden an Mymensingh und Kishoreganj, im Osten an Narsingdi, im Süden an die Distrikte Naranyanganj und Dhaka sowie im Westen an den Distrikt Tangail. Der Distrikt enthält 5 Upazilas, 4 Gemeinden, 44 Union Council und 1114 Dörfer. Der Distrikt hat 3,4 Millionen Einwohner (Volkszählung 2011). Die Alphabetisierungsrate liegt bei 62,6 % der Bevölkerung. 92,3 % der Bevölkerung sind Muslime und 7,5 % sind Hindus. Die Agrarwirtschaft herrscht fast überall im Distrikt vor. 
Die jährliche Durchschnittstemperatur dieses Bezirks variiert von maximal 36 Grad Celsius bis minimal 12,7 Grad. Die jährliche Niederschlagsmenge beträgt 2.376 mm und die Luftfeuchtigkeit ist hoch.
Der heutige Distrikt entstand 1984 aus Teilen des Distrikts Dhaka. 